# Chris Bosh
Christopher Wesson "Chris" Bosh, "The Dinosaur",  född 24 mars 1984 i Dallas, Texas, är en amerikansk tidigare basketspelare, som spelade för Toronto Raptors och Miami Heat i NBA.

## Olympisk karriär
Han var med och vann OS-guld 2008 i Peking. Detta var USA:s trettonde basketguld i olympiska sommarspelen.